# Euplokamis stationis
Euplokamis stationis is een soort in de taxonomische indeling van de ribkwallen (Ctenophora). 
De kwal behoort tot het geslacht Euplokamis en behoort tot de familie Euplokamidae. De wetenschappelijke naam van de soort werd voor het eerst geldig gepubliceerd in 1879 door Chun.